# Революционный фронт за независимость Восточного Тимора
Революционный фронт за независимость Восточного Тимора (ФРЕТИЛИН, порт. Frente Revolucionária de Timor-Leste Independente, FReTiLIn) — восточнотиморская левая политическая организация, участвовавшая в партизанской борьбе за независимость Восточного Тимора от Португалии и Индонезии. После получения Восточным Тимором независимости в результате референдума по самоопределению 1999 года ФРЕТИЛИН, имея крупнейшее парламентское представительство, был правящей партией страны до 2007 года и вернулся к власти в 2015 году.

## История

### Основание и идеология
Предшественником ФРЕТИЛИН была основанная в 1970 году Тиморская социал-демократическая ассоциация, на базе которой 11 сентября 1974 года был образован Революционный фронт за независимость Восточного Тимора. Его лидерами были Франсишку Шавьер ду Амарал, Николау Лобату и Жозе Рамуш-Орта.
Общие черты ФРЕТИЛИН, отстаивавшего «универсальные доктрины социализма» и «право на самоопределение», сходились с революционными движениями левого толка в других португальских колониях — ФРЕЛИМО в Мозамбике, МПЛА в Анголе, ПАИГК в Гвинее-Бисау и Кабо-Верде (после распада Советского Союза в 1990-х гг. все они перешли на социал-демократические позиции и были приняты в Социалистический Интернационал — ФРЕТИЛИН имеет в нём консультативный статус).
Так как Фронт был аморфным в идейном плане (включая разные силы от маоистов до либеральных националистов), в нём существовали противоречия: марксистское крыло ФРЕТИЛИН поддерживало эгалитаристскую социальную политику, развитие деревни на основе перераспределения земли между работающими на ней крестьянами и механизации сельского хозяйства; в то же время «умеренные» выходцы из феодальных кругов пытались сохранить традиционные иерархические и разрозненные структуры.
К моменту обретения независимости 1975 г. в ФРЕТИЛИН возобладали течения радикально-маоистского толка. Одним из шагов их режима был дружественный визит к «красным кхмерам», который состоялся 23 июля — 6 августа 1976 года.

### Индонезийская оккупация
В конце португальского владычества на острове Фронт победил на местных выборах весной 1975 года, набрав более 55 % голосов и нанеся убедительное поражение финансируемым индонезийцами противникам независимости из АПОДЕТИ. Однако партия Тиморский демократический союз (УДТ), с которой ФРЕТИЛИН поначалу выступал единым блоком, при поддержке местной полиции в августе 1975 года осуществила переворот и казнила ряд сторонников ФРЕТИЛИН.
Силы Фронта, опиравшиеся на тиморцев, служивших в португальской колониальной армии, перешли в наступление, после чего ФРЕТИЛИН в одностороннем порядке провозгласил 28 ноября 1975 года независимость Демократической республики Восточный Тимор. ФРЕТИЛИН сформировал правительство из 18 членов кабинета, Франсишку Шавьер ду Амарал был объявлен президентом, а Николау душ Реиш Лобату — премьер-министром.
Впрочем, уже через 9 дней страна была оккупирована войсками индонезийского диктатора Сухарто. Многие члены руководства и рядовые активисты ФРЕТИЛИН, включая руководительницу женского крыла партии (и супругу премьера) Изабел Баррету Лобату, автора национального гимна Восточного Тимора Франсишку Боржу да Кошту, Бернардину и Розу Бонапарт были убиты. Отступившие в горные местности силы ФРЕТИЛИН возглавили сопротивление оккупации, осуществлявшееся его военизированным крылом — Вооружёнными силами национального освобождения (ФАЛИНТИЛ). 
Между 1975 и 1978 годами силы ФРЕТИЛИН/ФАЛИНТИЛ контролировали большинство внутренних районов страны, взяв под защиту значительное количество населения, превращённого индонезийской армией в беженцев. Однако внутри самой организации наблюдались трения: Лобату, сменивший Амарала в роли президента Восточного Тимора, за ведение переговоров с индонезийцами обвинил своего предшественника в измене и арестовал. В 1975—1977 г. Лобату и его сторонники находились в тренировочных лагерях на территории Кампучии, где их боевой подготовкой занимались «красные кхмеры».
К декабрю 1978 году индонезийская армия уничтожила до 80 % бойцов ФРЕТИЛИН, а его лидер Николау душ Реиш Лобату, чтобы не попасть в плен, застрелился. С сентября 1977 по февраль 1979 года Фронт потерял почти всё своё руководство — в живых остались только 3 из 52 членов его Центрального комитета. В 1979 году был убит и подпольный премьер-министр ФРЕТИЛИН Антониу Карварину. Несмотря на крупные потери, ФРЕТИЛИН продолжал сопротивление в труднодоступных регионах страны и деятельность в эмиграции. Более умеренное националистическое руководство под началом Шананы Гусмана медленно восстанавливало силы ФРЕТИЛИН/ФАЛИНТИЛ.
С мая 1981 по апрель 1984 года ФРЕТИЛИН носил название Марксистско-ленинская партия Фретилин (порт. Partido Marxista-Leninista Fretilin, PMLF), а марксизм-ленинизм был официально провозглашён партийной идеологией (на марксистскую платформу партия встала ещё в 1977 году). Впрочем, затем новое название было отменено, чтобы способствовать поиску национального единства и поддержки от УДТ и католической церкви. Более радикальная марксистско-ленинская группа в молодёжном крыле партии откололась в 1990 году в Социалистическую ассоциацию Тимора (ныне Социалистическая партия Тимора). С целью привлечь внимание мировой общественности к своей борьбе сторонники фронта совершили в 1996 серию акций по проникновению на территорию иностранных посольств в Джакарте.

### Независимый Восточный Тимор
В 1999 году, до и после референдума о самоопределении, члены и сторонники ФРЕТИЛИН подвергались жестокому террору проиндонезийских милиций, прежде всего Aitarak Эурику Гутерриша. Боевиков поддерживали индонезийскими силовые структуры и администрация во главе с губернатором Абилиу Жозе Озориу Суарешем. Однако 30 августа 1999 почти 80 % избирателей высказались против пребывания Восточного Тимора в составе Индонезии.
После обретения Восточным Тимором независимости Фронт, победив на выборах 30 августа 2001 года в Учредительное собрание (Конституционную ассамблею) с 57,37 % голосов и 55 из 88 депутатских мест, находился при власти в 2001—2007 годах при премьерстве генерального секретаря ФРЕТИЛИН Мари Алькатири. Его кабинет проводил социально ориентированную политику и отказывался от сотрудничества с МВФ, но ушёл в отставку после Восточно-тиморского кризиса 2006 года.
На последовавших 14 апреля 2002 года президентских выборах с большим отрывом (82,69 % голосов) победил Шанана Гусман, бывший повстанческий лидер ФРЕТИЛИН. Однако к следующим выборам он откололся от Фронта, создав собственную левоцентристскую партию Национальный конгресс за тиморское восстановление. Так как часть голосов перетекла к новой политической силе, на парламентских выборах 30 июня 2007 года Фронту, хоть и удалось вновь завоевать первое место, но с куда худшими показателями — 29,02 % голосов и лишь 21 местом, — что позволило сформировать коалиционное правительство Шананы Гусмана без участия ФРЕТИЛИН.
Следующим президентом Восточного Тимора в 2007—2012 годах был выдвигавшийся в качестве независимого кандидата Жозе Рамуш-Орта — один из основателей ФРЕТИЛИН, также впоследствии покинувший партию. На президентских выборах он, поддержанный отколовшейся от ФРЕТИЛИН фракцией противников Мари Алькатири (в 2011 году они зарегистрировали новую партию — Фронт национальной реконструкции Восточного Тимора, Frenti-Mudança), победил спикера парламента от ФРЕТИЛИН Франсишку «Лу Оло» Гутерриша. Однако Гуттериш, поддержанный Шананой Гусманом, был избран президентом на следующих выборах 2017 года, одержав победу уже в первом туре с 57 % голосов.
После отставки Шананы Гусмана с поста премьер-министра новое правительство 16 февраля 2015 года сформировал представитель ФРЕТИЛИН Руй Мария де Араужу. После выборов 22 июля 2017 года партия, хотя и потеряла 2 места в парламенте (получила 29,7 % голосов, заняв первое место), сформировала правительство, а её лидер Мари Алькатири возглавил его.